# والتر شوستر
والتر شوستر (بالألمانية: Walter Schuster)‏ هو متزحلق جبال الألب نمساوي، ولد في 2 يونيو 1929 في Lermoos ‏ في النمسا، وتوفي في 13 يناير 2018.

## وصلات خارجية
- والتر شوستر على موقع الاتحاد الدولي للتزلج (التزلج على المنحدرات الثلجية) (الإنجليزية)
- والتر شوستر على موقع اللجنة الأولمبية الدولية (الإنجليزية)
- والتر شوستر على موقع أوليمبيديا (الإنجليزية)